# Afrocelestis minuta
Afrocelestis minuta is een vlinder uit de familie echte motten (Tineidae). De wetenschappelijke naam van deze soort is, als Celestica minuta, voor het eerst geldig gepubliceerd in 1965 door László Anthony Gozmány.

## Type
- holotype: "genitalia slide Gozmány 2059"
- instituut: SMNS, Stuttgart, Duitsland
- typelocatie: "Ethiopia, Gamu-Gofa, Konso, 1610 m"

De soort komt voor in het Afrotropisch gebied.